# Juan de Dios Ramírez Perales
Juan de Dios Ramírez Perales (ur. 8 marca 1969 w Meksyku) – były meksykański piłkarz grający na pozycji obrońcy. Uczestnik Mundialu w USA w 1994 roku, gdzie wraz z kolegami dotarł do 1/8 turnieju.